# Saalekreis
Der Saalekreis ist ein Landkreis in Sachsen-Anhalt, der im Zuge der zweiten Kreisgebietsreform am 1. Juli 2007 aus dem Saalkreis und dem Landkreis Merseburg-Querfurt entstand. Sitz von Verwaltung und Kreistag ist Merseburg.

## Geographie

### Lage
Der Landkreis liegt im Süden Sachsen-Anhalts und umschließt die kreisfreie Stadt Halle (Saale) vollständig. Im Süden grenzt er an den Burgenlandkreis, im Nordwesten an den Landkreis Mansfeld-Südharz, im Norden an den Salzlandkreis und im Nordosten an den Landkreis Anhalt-Bitterfeld. Außerdem besitzt er im Westen eine Grenze zu Thüringen (Kyffhäuserkreis) und im Osten eine zu Sachsen (Landkreis Leipzig und Landkreis Nordsachsen).

### Landschaft

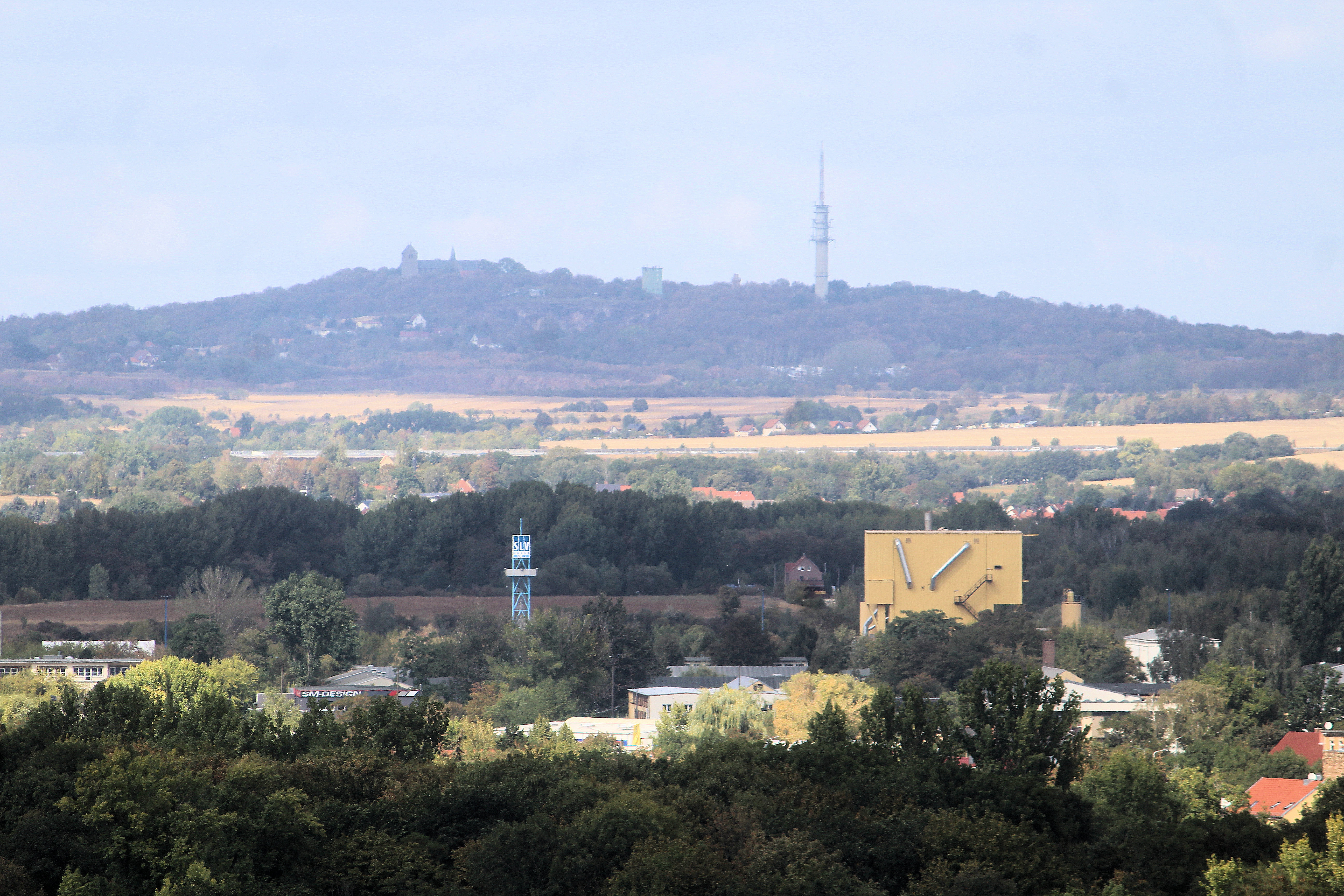
Der Petersberg nördlich von Halle ist eine weit sichtbare Landmarke.

Der Westen des Landkreises wird von der sogenannten Querfurter Platte geprägt, der Osten durch die Saale-Elster-Auen und der Norden durch das Saaletal und die Porphyrkuppen. Die höchste Erhebung des Landkreises bildet mit 298,6 m ü. NHN der Kahle Berg ⊙ in der Ortslage Landgrafroda.
Eine im Norden des Landkreises weithin sichtbare Landmarke ist die Rhyolith-Kuppe des Petersberges. Die in älteren Zeiten auch Lauterberg genannte Erhebung beherbergt ein Kloster sowie einen Fernmeldeturm.

### Gewässer

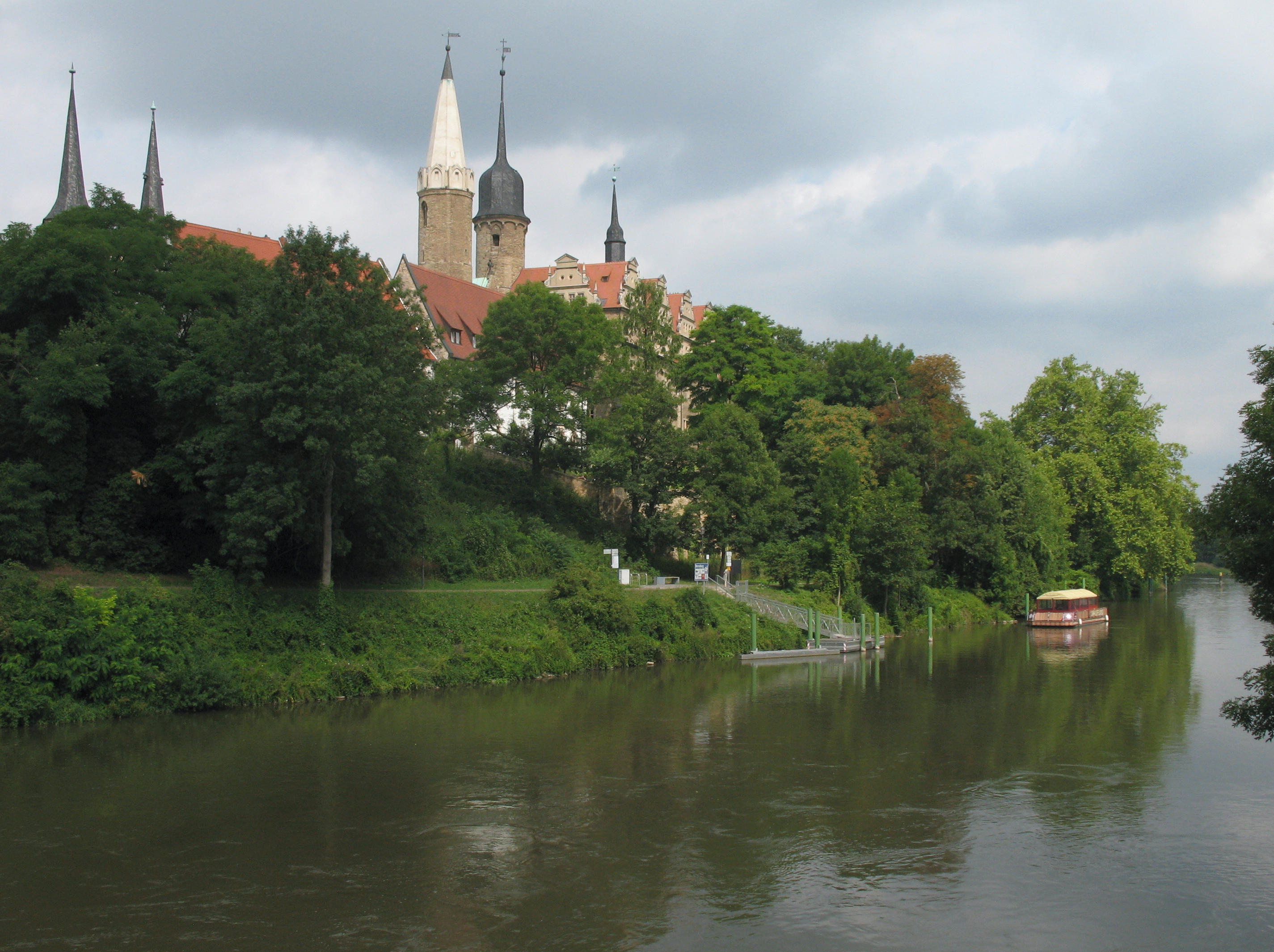
Die namensgebende Saale in Merseburg

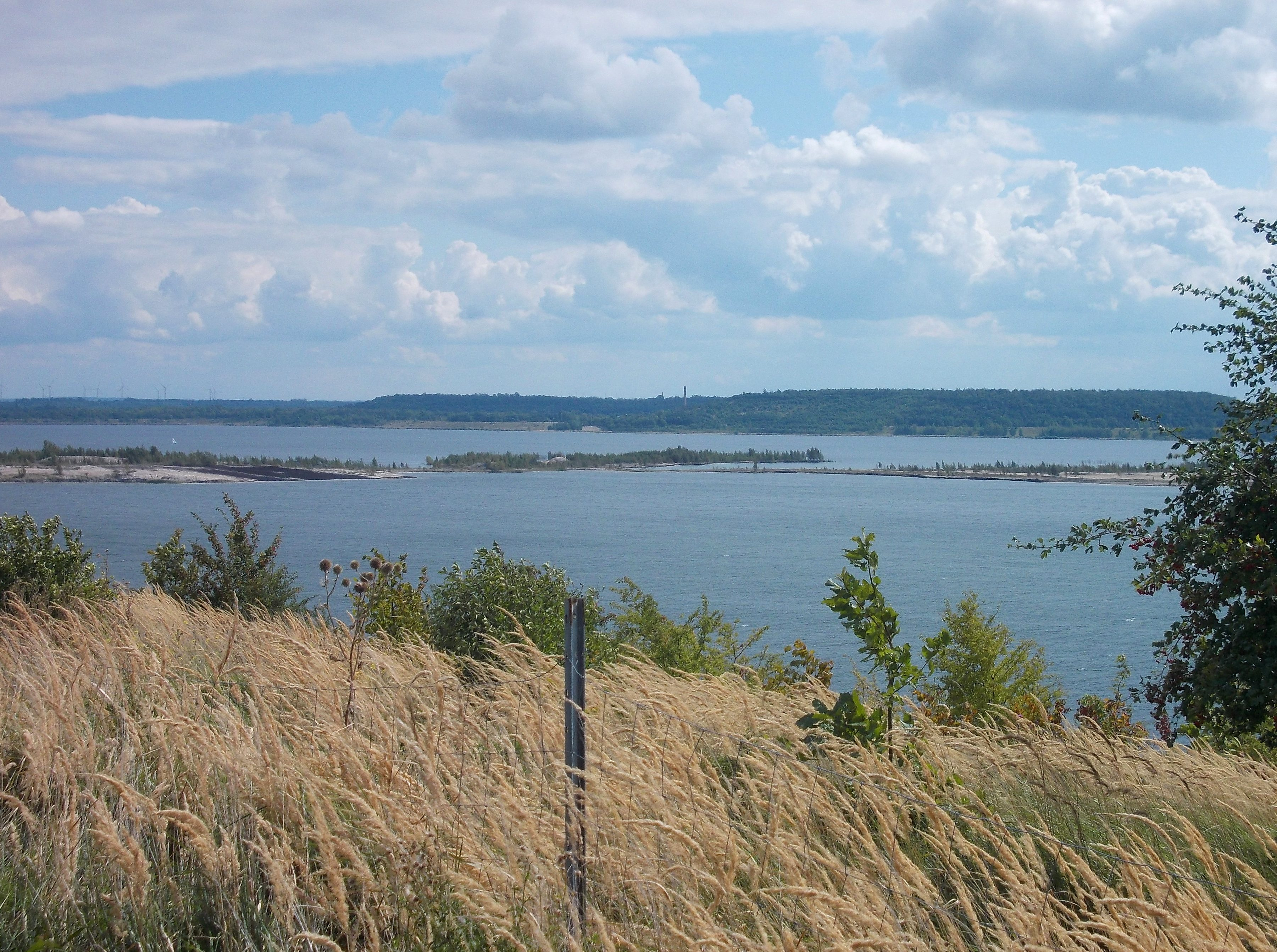
Der Geiseltalsee ist der größte Tagebaurestsee im Saalekreis

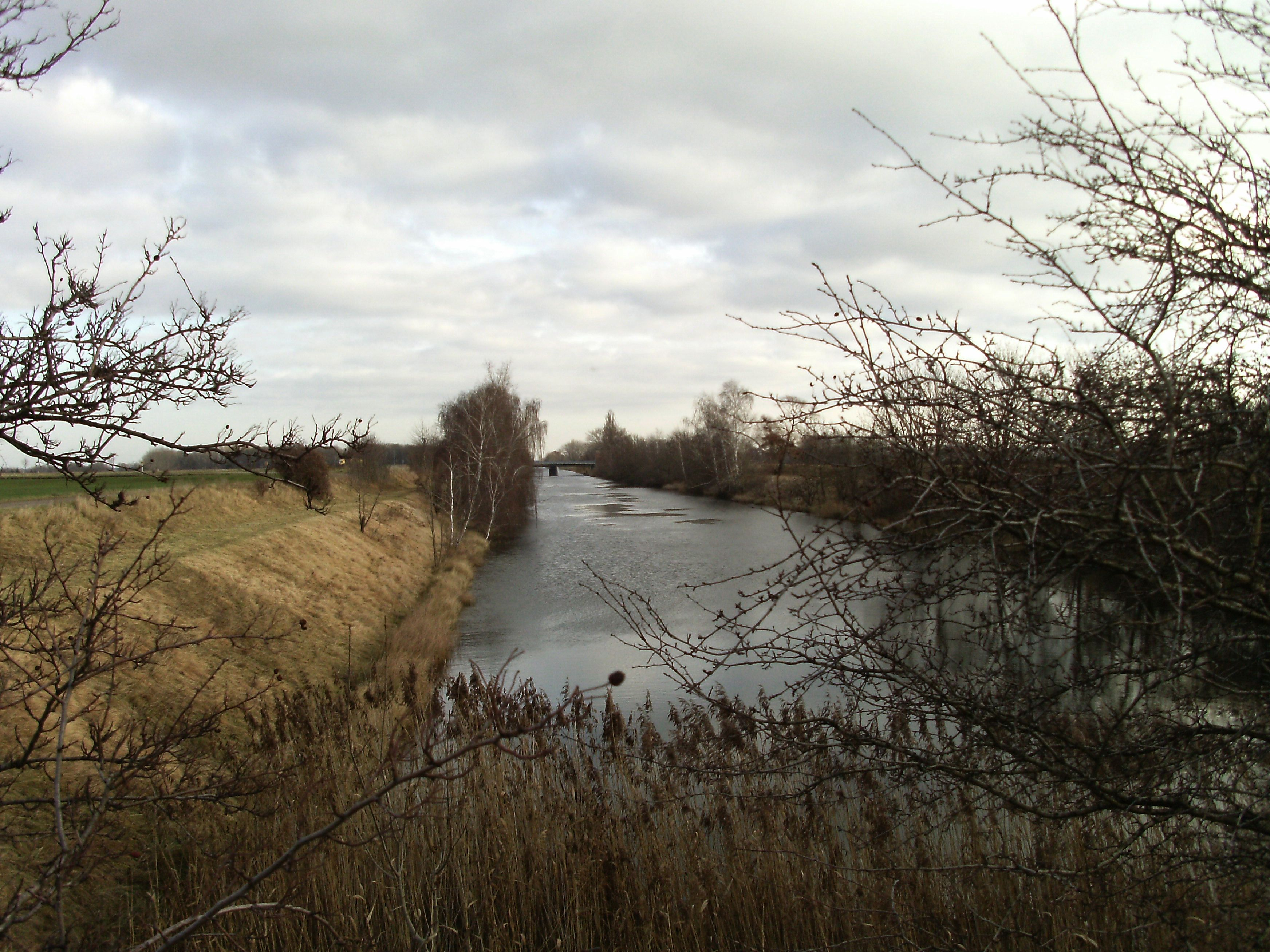
Westliches Ende des Saale-Leipzig-Kanals bei Günthersdorf

Der größte Fluss im Landkreis ist die namensgebende Saale, die ihn von Süd nach Nord durchfließt. Südlich von Halle mündet die aus Richtung Leipzig kommende Weiße Elster ein. Die südwestliche Grenze des Landkreises liegt am Tal der aus Richtung Thüringen kommenden Unstrut, die im weiter südlich liegenden Burgenlandkreis in die Saale mündet. Weitere kleine Fließgewässer sind die Luppe, Geisel, Laucha und Salza. Um Merseburg liegen mehrere renaturierte und geflutete Restlöcher aus dem Braunkohlebergbau, von denen der Geiseltalsee der größte ist. Der Saale-Leipzig-Kanal und der Mittelkanal sind zwei 1933 begonnene und 1943 eingestellte Kanalbauprojekte.

### Rohstoffvorkommen
Auf dem Gebiet des Saalekreises gibt es verschiedene Rohstoffe, die zum Teil noch wirtschaftlich genutzt werden. Im nördlichen Saalekreis wurde und wird in Steinbrüchen Rhyolith abgebaut. Dieses umgangssprachlich auch Porphyr genannte Gestein wird als Bau- und Zierstein oder zur Schottergewinnung genutzt. Um Merseburg wurde in der Vergangenheit Braunkohle in großen Tagebauen abgebaut. Während in den südöstlich gelegenen Landkreisen der Abbau noch andauert, wurden die großen Restlöcher in den letzten Jahren renaturiert und bilden jetzt zum Teil große Seen. Bei Teutschenthal und in der Gemeinde Salzatal wurden unterirdisch Kalisalzkörper abgebaut. Dabei entstanden zum Teil große Hohlkörper. In der Grube Teutschenthal werden diese zurzeit verfüllt, um unterirdischen Gebirgsschlägen und damit einhergehenden Erdbeben wie dem von 1996 vorzubeugen. Nordwestlich von Halle gibt es kleinere Steinkohlevorkommen, die in der Vergangenheit in kleineren Gruben abgebaut wurden. Halden zeugen von dieser Bergbautätigkeit. Kalkstein wird in den Tagebauen in Schraplau und in Karsdorf unweit Steigra abgebaut.
Am weitesten verbreiteter „Rohstoff“ sind jedoch die sehr fruchtbaren Schwarzerdeböden, die sich günstig für die Landwirtschaft auswirken.

### Schutzgebiete
Im Landkreis befinden sich 23 ausgewiesene Naturschutzgebiete (Stand Februar 2017).

## Geschichte
Der heutige Saalekreis entstand zum 1. Juli 2007 durch Zusammenlegung der bisherigen Landkreise Saalkreis und Merseburg-Querfurt. Historisch gehört das gesamte Gebiet seit 1815 zu Preußen (Provinz Sachsen). Zuvor gehörte der Saalkreis mit der Stadt Halle zum Herzogtum Magdeburg bzw. seit 1680 zu Brandenburg-Preußen; der Altkreis Merseburg-Querfurt gehörte zu den Sekundogenituren des albertinischen Sachsens.
In der preußischen Provinz Sachsen lagen die Landkreise Querfurt, Merseburg und Saalkreis auf dem Gebiet des heutigen Kreises. Kurz vor dem Ende des Zweiten Weltkrieges wurde die Provinz Sachsen aufgeteilt. Der Saalkreis lag nun in der Provinz Halle-Merseburg.
Während der deutschen Teilung lag der Saalekreis auf dem Gebiet der DDR. In den Anfangsjahren lag er im neu gebildeten Land Sachsen-Anhalt. Nach der Auflösung der Länder 1952 kam er zum neu gegründeten Bezirk Halle. Sein heutiges Gebiet teilten sich die damaligen Kreise Merseburg, Querfurt und Saalkreis. Nach der Wende kam das Gebiet erneut zum wiedergegründeten Land Sachsen-Anhalt.

## Bevölkerung
| Jahr | Einwohner |
| ---- | --------- |
| 2007 | 203.989   |
| 2010 | 196.946   |
| 2015 | 186.431   |
| 2020 | 183.434   |
| 2021 | 182.814   |
| 2022 | 183.974   |
| 2023 | 184.255   |

Stand: 31. Dezember des jeweiligen Jahres

## Politik

### Kreistag
Aus dem rechts dargestellten Ergebnis der Kreistagswahl vom 9. Juni 2024 ergab sich folgende Sitzverteilung für den Kreistag:
- DIE LINKE.: 4
- SPD: 5
- GRÜNE: 2
- UBV: 5
- FDP: 2
- CDU: 17
- AfD: 18
- Basis: 1

| Parteien und Wählergemeinschaften | Parteien und Wählergemeinschaften                 | Prozent 2024 | Sitze 2024 | Prozent 2019 | Sitze 2019 |
| --------------------------------- | ------------------------------------------------- | ------------ | ---------- | ------------ | ---------- |
| CDU                               | Christlich Demokratische Union Deutschlands       | 31,6         | 17         | 27,2         | 15         |
| AfD                               | Alternative für Deutschland                       | 34,1         | 18         | 21,1         | 11         |
| LINKE                             | Die Linke                                         | 7,7          | 4          | 15,1         | 8          |
| SPD                               | Sozialdemokratische Partei Deutschlands           | 9,7          | 5          | 12,1         | 6          |
| UBV                               | Unabhängige Bürgervereinigung Teutschenthal e. V. | 9,4          | 5          | 3,0          | 2          |
| FDP                               | Freie Demokratische Partei                        | 3,7          | 2          | 9,0          | 5          |
| GRÜNE                             | Bündnis 90/Die Grünen                             | 3,0          | 2          | 6,7          | 4          |
| dieBasis                          | Basisdemokratische Partei Deutschland             | 0,8          | 1          | -            | -          |
| STATT Partei                      | STATT Partei – Die Unabhängigen                   | -            | -          | 5,3          | 3          |
| NPD                               | Nationaldemokratische Partei Deutschlands         | -            | -          | 0,6          | -          |
| Gesamt                            | Gesamt                                            | 100          | 54         | 100          | 54         |
| Wahlbeteiligung                   | Wahlbeteiligung                                   | 64,1 %       | 64,1 %     | 56,4 %       | 56,4 %     |

### Landrat
In Sachsen-Anhalt gilt seit 1990 die süddeutsche Ratsverfassung mit direkt gewähltem Landrat als Vertreter des Landkreises und Leiter der Verwaltung.
- 2007–2019: Frank Bannert (CDU)
- seit 2019: Hartmut Handschak (parteilos)

### Wappen
Das Wappen wurde am 8. August 2007 durch das Ministerium des Innern Sachsen-Anhalts genehmigt.
| Wappen von Saalekreis | Blasonierung: „Geviert; Feld 1: geteilt von Rot über Silber, Feld 2: in Gold ein rotbewehrter schwarzer Löwe, Feld 3: in Gold ein schwarzes Kreuz, Feld 4: siebenmal geteilt von Silber über Rot.“                                                                                           |
| Wappen von Saalekreis | Wappenbegründung: Feld 1 zeigt das Wappen des Bistums Magdeburg, Feld 2 trägt den Wettiner Löwen, Feld 3 zeigt das schwarze Kreuz des Bistums Merseburg, während Feld 4 die Insignien der Edlen von Querfurt führt. Das Wappen wurde von dem Magdeburger Heraldiker Jörg Mantzsch gestaltet. |

Die Wappen der Verwaltungsgemeinschaften, Städte und Gemeinden des Landkreises findet man in der Liste der Wappen im Saalekreis.

### Flagge
Die Flagge ist rot – weiß (1:1) gestreift (Querformat: Streifen waagerecht verlaufend, Längsform: Streifen senkrecht verlaufend) und mittig mit dem Landkreiswappen belegt.

## Wirtschaft

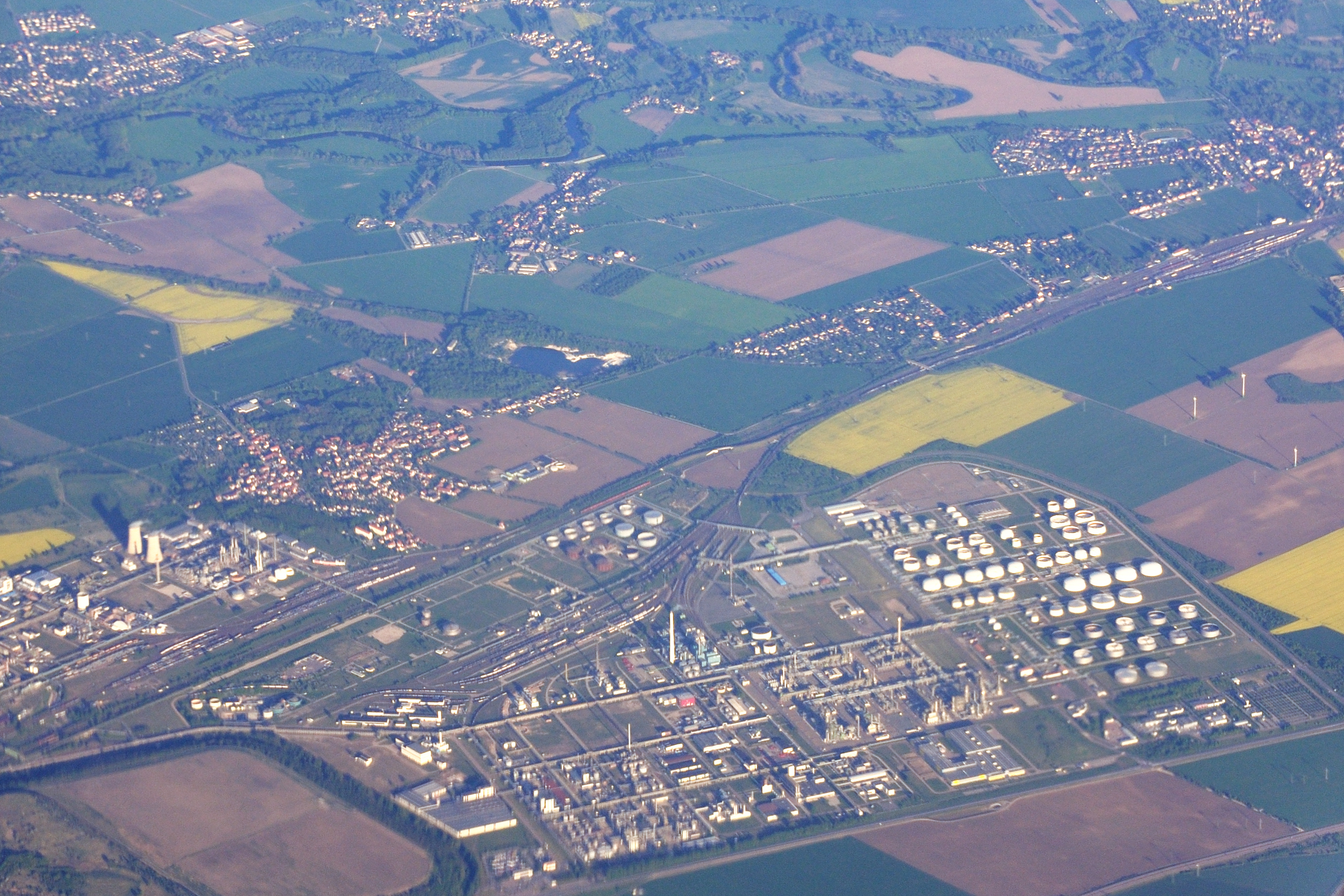
Teile der Leuna-Werke, im Hintergrund die Saale

Insbesondere im Osten des Landkreises gibt es bei Merseburg und Leuna Standorte der chemischen Industrie. Dort befinden sich die Leunawerke mit ungefähr 9000 Arbeitsplätzen und die Buna-Werke. Östlich von Halle gibt es Gewerbegebiete mit vereinzeltem produzierendem Gewerbe, Logistikern und Dienstleistern wie den Star Park. Bei Teutschenthal gibt es ein altes Salzbergwerk, das aktuell als Versatzbergwerk genutzt wird. Im Westen des Landkreises gibt es in Querfurt ein Werk der L. Stroetmann GmbH. Über den ganzen Landkreis sind weiterhin kleinere Betriebe verteilt.
In Höhnstedt werden durch das für diese Breiten milde Klima Trauben für Weine angebaut, die zur Saale-Unstrut-Region gehören (Bereich Mansfelder Seen). Das Hauptanbaugebiet dieser Region liegt jedoch weiter südlich in den angrenzenden Landkreisen. In Landsberg gibt es die Brauerei Landsberg, die ihr Bier in Sachsen-Anhalt sowie im nordöstlichen Sachsen um Leipzig verkauft (Landsberger).
Im Zukunftsatlas 2016 belegte der Saalekreis Platz 369 von 402 Landkreisen und kreisfreien Städten in Deutschland und zählt damit zu den Regionen mit „hohen Zukunftsrisiken“. Im Zukunftsatlas 2019 wurde der Saalekreis auf Rang 348 gelistet und gilt nun als Region mit „leichten Zukunftsrisiken“. Innerhalb Sachsen-Anhalts war der Saalekreis nach den kreisfreien Städten Magdeburg und Halle sowie dem Landkreis Börde der Landkreis mit der besten Zukunftsbewertung. Durch Investitionen verbesserte sich der Kreis weiterhin und wurde im Jahr 2022 mit Rang 274 bewertet („ausgeglichene Chancen/Risiken“) und nimmt somit die Position als wirtschaftlich stärkster Flächenkreis in Sachsen-Anhalt ein.

## Verkehr

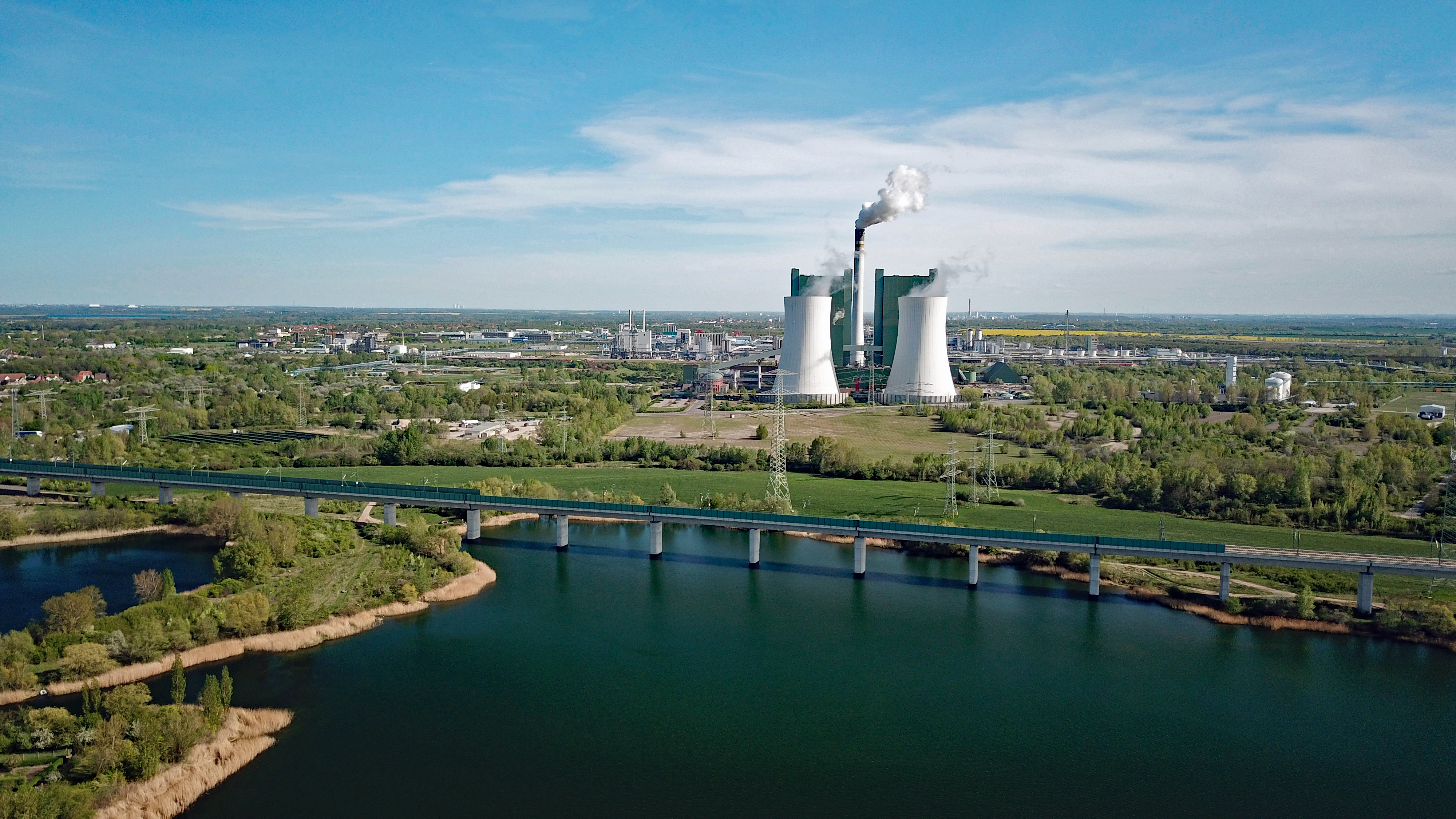
Die Saale-Elster-Talbrücke der Neubaustrecke Erfurt–Leipzig/Halle bei Schkopau. Im Hintergrund das Kraftwerk Schkopau

Der Landkreis wird im Süden von der A 38, im Osten von der A 9 und im Norden von der A 14 erschlossen. Durch die fehlende Saalebrücke im Zuge der A 143 ist die Fernstraßenstruktur noch lange Zeit lückenhaft.
Außerdem sind die Bundesstraßen B 6 (Abschnitt Könnern – Schkeuditz), B 80 (Abschnitt Halle – Eisleben), B 91 (Halle – Zeitz), B 100 (Abschnitt Halle – Bitterfeld), B 176 (Abschnitt Freyburg – Weißenfels), B 180 (Abschnitt Eisleben – Naumburg) und B 181 (Merseburg – Leipzig) zu nennen.
Durch den Saalekreis verlaufen die Bahnstrecken Berlin–Halle, Halle–Erfurt, Halle–Kassel, Halle–Halberstadt, Halle–Eilenburg–Cottbus, Magdeburg–Halle–Leipzig und ein kurzes Stück der Bahnstrecke Leipzig–Großkorbetha, die Geiseltalbahn Merseburg–Mücheln–Querfurt sowie Teilstrecken der Unstrutbahn. Die Neubaustrecke Erfurt–Leipzig/Halle durchquert den Landkreis ungefähr mittig, die zu ihr gehörende Saale-Elster-Talbrücke ist mit einer Gesamtlänge von 8614 m das längste Brückenbauwerk Deutschlands. Im Saalekreis halten zudem fünf Linien der S-Bahn Mitteldeutschland:
- S 3 Wurzen – Leipzig – Gröbers – Halle – Halle-Nietleben
- S 7 Halle – Teutschenthal – Lutherstadt Eisleben (– Sangerhausen)
- S 8 Halle – Hohenthurm – Bitterfeld – Dessau/Lutherstadt Wittenberg
- S 9 Halle – Peißen – Delitzsch – Eilenburg
- S 11 Halle – Merseburg – Mücheln – Querfurt

Zum Nahverkehr im Landkreis gehört die Überlandstraßenbahn Halle – Bad Dürrenberg, die Schkopau, Merseburg und Leuna bedient.
Der Saalekreis wird neben dem Schienenverkehr von den Omnibussen der OBS und der PNVG bedient. Während die Linien der OBS vor allem im Gebiet des ehemaligen Saalkreises verkehren, deckt die PNVG das Gebiet des ehemaligen Landkreises Merseburg-Querfurt ab. Weiterhin gibt es Busverbindungen in die östlich gelegene Großstadt Leipzig, die mit über 500.000 Einwohnern zu den größten Städten der neuen Bundesländer gehört.

## Bildung
Über den Saalekreis verteilt gibt es fünf Gymnasien, dreizehn Sekundarschulen, 45 Grundschulen sowie weitere Schulen anderer Formen.
In Merseburg befindet sich die Hochschule Merseburg, eine Fachhochschule, an der mehr als 3.000 Studierende eingeschrieben sind. Weiterhin gibt es Universitäten und Hochschulen im vom Saalekreis umschlossenen Halle (Saale) sowie im nahen Leipzig.

## Gemeinden

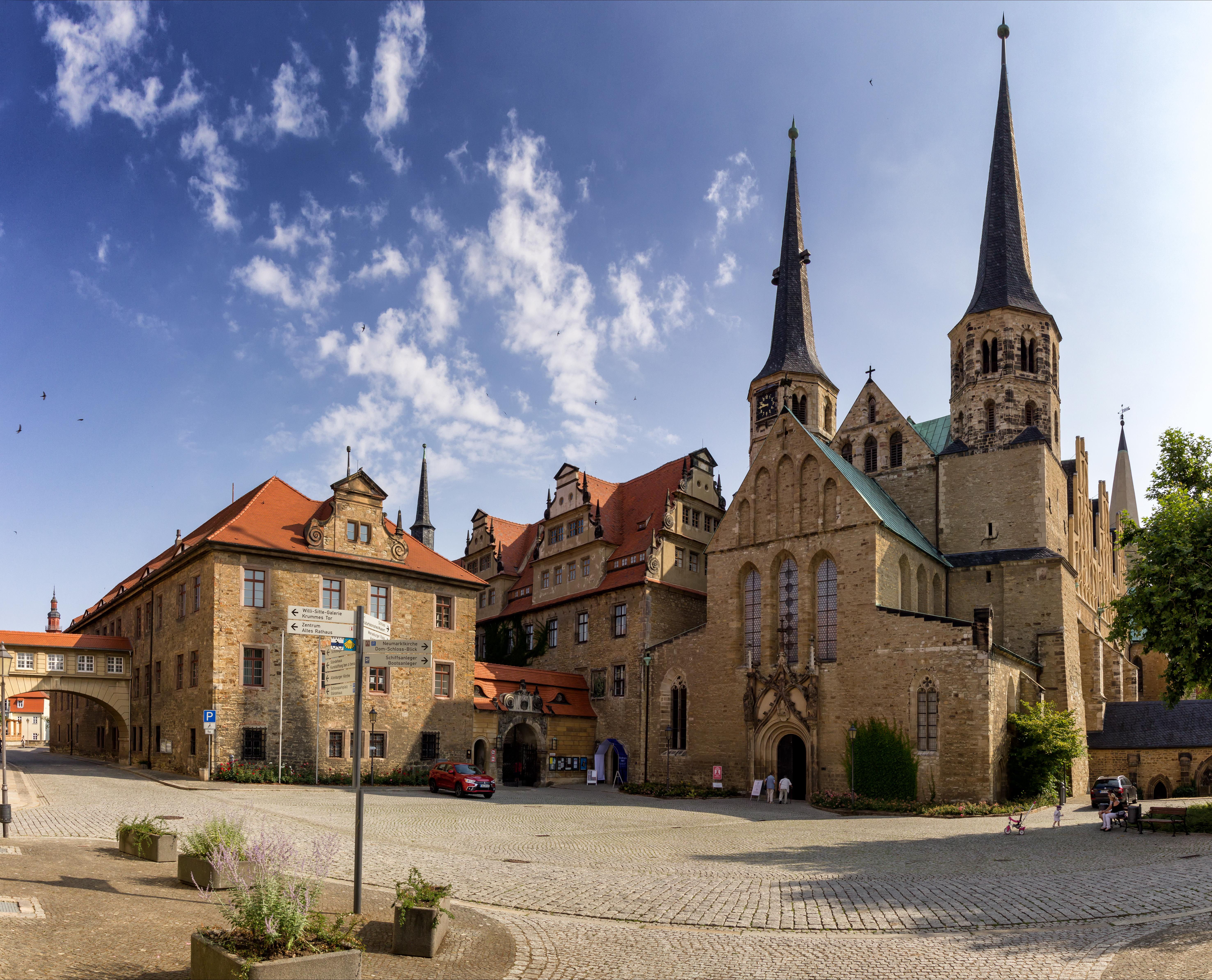
Merseburg ist mit ca. 35.000 Einwohnern die größte Stadt und Kreissitz

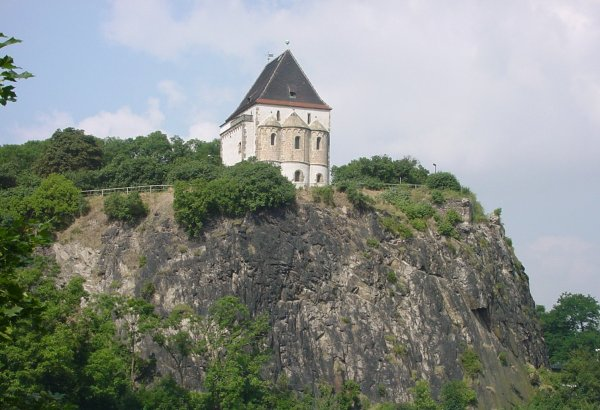
Landsberg ist mit ca. 15.000 Einwohnern die zweitgrößte Stadt im Kreis

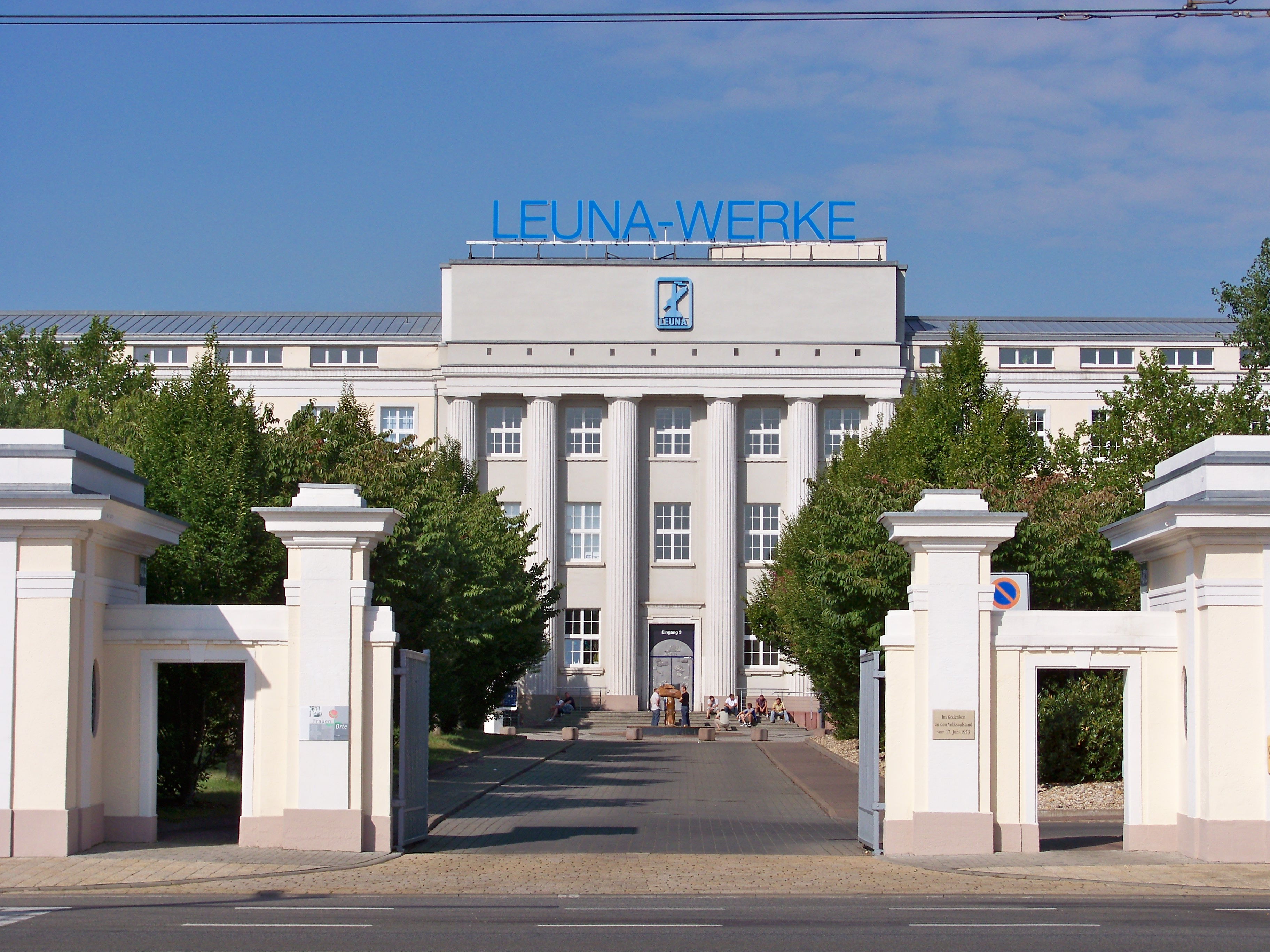
Leuna ist mit ca. 14.000 Einwohnern die drittgrößte Stadt

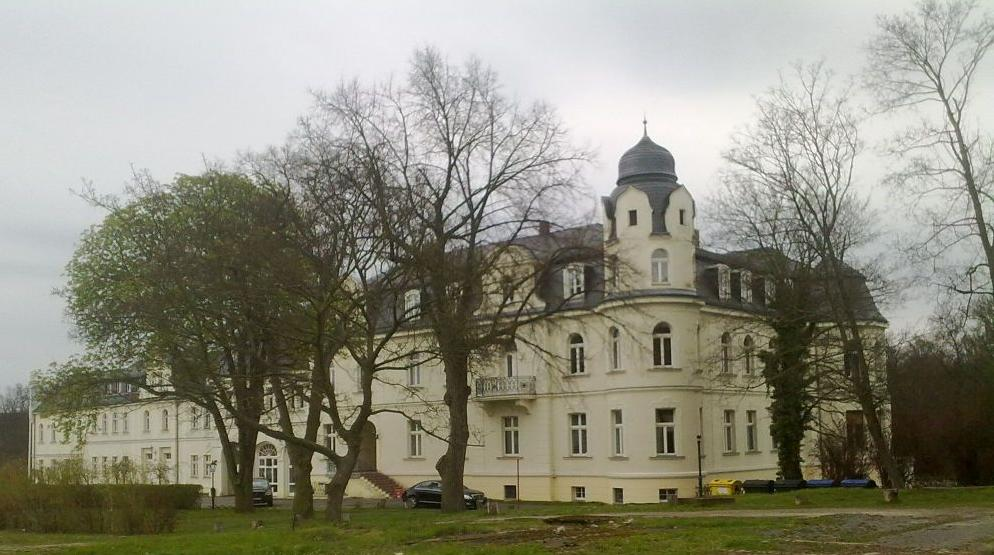
Teutschenthal ist mit knapp 14.000 Einwohnern die viertgrößte Gemeinde

Einheitsgemeinden
(Städte sind fett hervorgehoben)
(* Sitz des Landkreises)
| Wappen                        | Gemeinde                   | Einwohner (31. Dezember 2024) | Fläche in km² |
| ----------------------------- | -------------------------- | ----------------------------- | ------------- |
|                               | Solestadt Bad Dürrenberg   | 11.521                        | 36,15         |
|                               | Goethestadt Bad Lauchstädt | 8883                          | 85,37         |
|                               | Braunsbedra                | 10.352                        | 74,32         |
|                               | Kabelsketal                | 8859                          | 51,00         |
| Wappen Landsberg (Saalekreis) | Landsberg                  | 14.772                        | 125,40        |
|                               | Leuna                      | 14.131                        | 87,83         |
|                               | Merseburg *                | 34.392                        | 53,75         |
|                               | Mücheln (Geiseltal)        | 8185                          | 98,57         |
|                               | Petersberg                 | 9329                          | 102,67        |
|                               | Querfurt                   | 10.007                        | 155,61        |
|                               | Salzatal                   | 11.267                        | 109,38        |
| Logo Schkopau                 | Schkopau                   | 10.815                        | 99,72         |
|                               | Teutschenthal              | 13.038                        | 90,63         |
|                               | Wettin-Löbejün             | 9554                          | 127,10        |

Verbandsgemeinden mit ihren Mitgliedsgemeinden
(* Sitz der Verbandsgemeinde)
| Wappen | Mitgliedsgemeinde     | Einwohner (31. Dezember 2024) | Fläche in km² |
| ------ | --------------------- | ----------------------------- | ------------- |
|        | Barnstädt             | 911                           | 18,22         |
|        | Farnstädt             | 1443                          | 27,13         |
|        | Nemsdorf-Göhrendorf * | 807                           | 17,11         |
|        | Obhausen              | 2122                          | 37,34         |
|        | Schraplau             | 1020                          | 7,06          |
|        | Steigra               | 1043                          | 29,65         |

## Gebietsänderungen

### Veränderungen auf Gemeindeebene
- Auflösung der Gemeinden Delitz am Berge und Klobikau sowie der Stadt Schafstädt – Eingliederung nach Bad Lauchstädt (1. Januar 2008)
- Auflösung der Gemeinde Dößel – Eingliederung nach Wettin (1. Juli 2008)
- Auflösung der Gemeinde Oebles-Schlechtewitz – Eingliederung nach Bad Dürrenberg (1. Juli 2008)
- Auflösung der Gemeinde Beuna (Geiseltal) – Eingliederung nach Merseburg (1. Januar 2009)
- Auflösung der Gemeinden Friedensdorf, Kreypau, Kötzschau, Rodden, Kötschlitz, Zweimen, Horburg-Maßlau, Günthersdorf, Zöschen und Spergau – Eingemeindung nach Leuna (31. Dezember 2009)
- Auflösung der Gemeinde Wallendorf (Luppe) – Eingliederung nach Schkopau (31. Dezember 2009)
- Auflösung der Gemeinde Milzau – Eingemeindung nach Bad Lauchstädt (1. Januar 2010)
- Auflösung der Gemeinden Albersroda und Steigra – Zusammenschluss zur neuen Gemeinde Steigra (1. Januar 2010)
- Auflösung der Gemeinde Alberstedt – Eingemeindung nach Farnstädt (1. Januar 2010)
- Auflösung der Gemeinde Esperstedt – Eingemeindung nach Obhausen (1. Januar 2010)
- Auflösung der Gemeinden Niemberg, Oppin und Schwerz – Eingemeindung nach Landsberg (1. Januar 2010)
- Auflösung der Gemeinde Braschwitz – Eingemeindung nach Landsberg (20. April 2010)
- Auflösung der Gemeinden Hohenthurm und Peißen – Eingemeindung nach Landsberg (1. September 2010)
- Auflösung der Gemeinde Angersdorf – Eingemeindung nach Teutschenthal (1. September 2010)
- Auflösung der Städte Löbejün und Wettin sowie der Gemeinden Brachwitz, Döblitz, Domnitz, Gimritz, Nauendorf, Neutz-Lettewitz, Plötz und Rothenburg – Neugründung der Stadt Wettin-Löbejün (1. Januar 2011)

### Veränderungen bei Verwaltungsgemeinschaften (VG)
- Auflösung der VG Weida-Land – Neubildung der Verbandsgemeinde Weida-Land aus den Mitgliedsgemeinden (1. Januar 2010)
- Auflösung der VG Merseburg – Eingemeindung der Mitgliedsgemeinde Geusa nach Merseburg (1. Januar 2010)
- Auflösung der VG Westlicher Saalkreis – Zusammenschluss der Mitgliedsgemeinden zur neuen Gemeinde Salzatal (1. Januar 2010)
- Auflösung der VG Bad Dürrenberg – Eingemeindung der Mitgliedsgemeinden Nempitz und Tollwitz nach Bad Dürrenberg (1. Januar 2010)
- Auflösung der VG Götschetal-Petersberg – Zusammenschluss der Mitgliedsgemeinden zur neuen Gemeinde Petersberg (1. Januar 2010)
- Auflösung der VG Oberes Geiseltal – Eingemeindung der Mitgliedsgemeinde Oechlitz nach Mücheln (Geiseltal) (1. Januar 2010)
- Auflösung der VG Würde/Salza – Eingemeindung der Mitgliedsgemeinden Dornstedt, Langenbogen und Steuden nach Teutschenthal
- Auflösung der VG Östlicher Saalkreis – Eingemeindung der Mitgliedsgemeinden Hohenthurm und Peißen nach Landsberg  (1. September 2010)
- Auflösung der VG Saalkreis Nord – Zusammenschluss der Mitgliedsgemeinden zur neuen Stadt Löbejün-Wettin  (1. Januar 2011)

### Namensänderungen
- von Stadt Bad Lauchstädt zu Goethestadt Bad Lauchstädt (9. Oktober 2008)
- von Löbejün-Wettin zu Wettin-Löbejün (7. April 2011)

## Kfz-Kennzeichen
Am 1. Juli 2007 wurde dem Landkreis das am 1. Januar 1991 im Saalkreis eingeführte Unterscheidungszeichen SK zugewiesen. Seit dem 29. November 2012 sind auch die Unterscheidungszeichen MER (Merseburg), MQ (Merseburg-Querfurt) und QFT (Querfurt) erhältlich.